# Paul Wolff (1876–1947)
Paul Wolff (auch Paul Heinrich Oscar Wolff, * 25. Januar 1876 in Hermsdorf, Landkreis Hirschberg im Riesengebirge, Provinz Schlesien; † 28. Juni 1947 in Zschieren, Sachsen) war ein deutscher Fotograf und Verleger.

## Leben
Seine Eltern waren der Kaufmann Oscar Leopold Wolff und Marie Wolff, geborene Lovie. Ab etwa 1896 wohnte die Familie im Leipziger Stadtteil Anger-Crottendorf in der Hauptstraße 7a (1901 in Breite Straße umbenannt). Über die Schulzeit und den Ausbildungsweg des Sohnes, der sich seine fotografischen Kenntnisse wohl erst später autodidaktisch aneignete, ist nichts bekannt.
Nach dem Tod des Vaters um 1896/1897 wird Wolff zwischen 1898 und 1900 neben seiner Mutter als „Wolff, P.“ unter der elterlichen Adresse mit der Berufsangabe „Comptoirist“ im Leipziger Adressbuch geführt, zwischen 1901 und 1904 als „Reisender“. Für die Jahre 1905 und 1906 ist unter dieser Anschrift lediglich seine Mutter verzeichnet.
Unter gleicher Adresse gründete Wolff 1907 einen Postkartenverlag, den er bis etwa 1911 führte, worauf die Adressbucheinträge „Wolff, Paul, Agent. u. Kommiss., Postkartenverlag“ (1907) beziehungsweise „Kommissions-Verlag, photographische Anstalt“ (1911) hinweisen. Danach verliert sich seine Spur zunächst. Über Tätigkeiten und Aufenthaltsorte der folgenden Jahre ist bislang nichts bekannt.
Am 17. Juni 1916 heiratete Wolff in Dresden Albine Bertha Hedwig Streubel (3. April 1884 – 26. Juni 1969), die aus Groitzsch stammte. Gemeldet waren beide Eheleute zu diesem Zeitpunkt laut Heiratsurkunde in Dresden, Markt 8 (heute Neustädter Markt). Das Paar hatte zwei Töchter, Elisabeth Annemarie, geboren am 25. Dezember 1918, und Beate Maria, geboren am 5. Dezember 1919.
Am 7. Juli 1916 meldete sich Wolff mit der Berufsangabe „Verlagsbuchhändler“ in Zschieren an, damals ein Vorort von Dresden, der heute zu Dresden gehört. Im „Adreßbuch für Dresden und Vororte“ wird er von 1917 bis 1922/23 als „Wolf [sic!], Paul H.O., kfm. Vertreter, Elbstraße 2“ geführt, von 1924/1925 bis 1932 ist seine Adresse – jetzt korrekt als „Wolff, Paul H.O.“ – mit Carolastraße 6 angegeben.

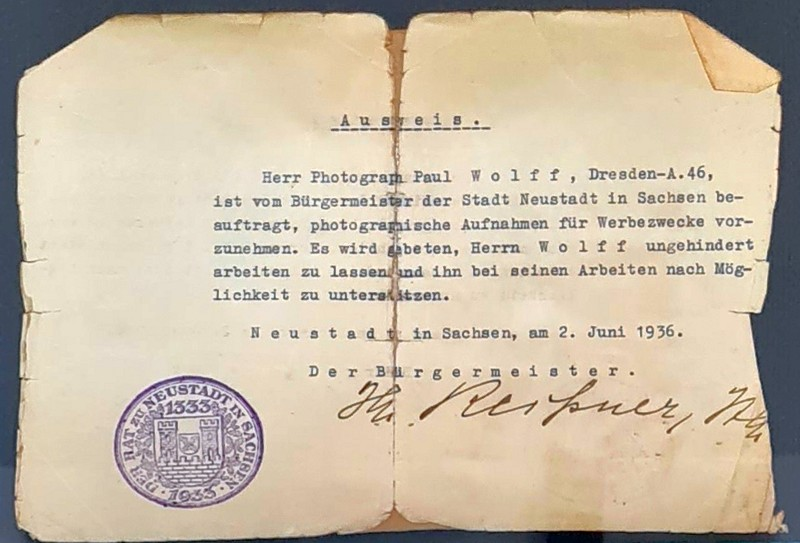
Ausweis Wolffs mit der Berechtigung, in Neustadt in Sachen photographische Aufnahmen zu Werbezwecken zu erstellen

Als „Photograph“ wird Wolff in den Adressbüchern dennoch erst ab 1933 geführt, ab 1937 lautet die Berufsangabe dann „Druckereivertreter“. 1935 erscheint im Adressbuch für Zschieren die geänderte Hausnummerierung für die Carolastraße und es wurde aus der bisherigen Nummer 6 die Nummer 8. Bis zu seinem Tod 1947 wohnte der Fotograf weiter im gleichen Haus, nunmehr unter der Adresse  Carolastraße 8 (nach 1945 Friedrich-Engels-Straße, seit 1953 Wilhelm-Weitling-Straße) in Zschieren.
Wolff wurde 1933 NSDAP-Mitglied sowie Mitglied der NS-Reichsfachschaft Deutsche Werbefachleute. Der Briefkopf seiner Geschäftskorrespondenz weist ihn dieser Zeit als „PAUL WOLFF in Zschieren. Lichtbildner für das Graphische Gewerbe. Lieferant Staatlicher und Städtischer Verwaltungen“ aus. 1933 erscheint mit „Leipzig. Die wunderschöne Stadt“ sein wohl erfolgreichstes Buch, das 1935, 1938 und 1940/41 weitere Auflagen erlebte. 1941 wurde Wolff in Leipzig von einer Straßenbahn erfasst und erlitt schwere Kopfverletzungen, von denen er sich nie wieder richtig erholte.
Wolff war „Verkehrswerber“ für den Verein „Haus Wettin“ auf Schloss Moritzburg und eine Zeitlang der einzige Fotograf, der im Grünen Gewölbe fotografieren durfte. Die Fotoplatten entwickelte seine Frau, eine gelernte Laborantin, in einem kleinen Kämmerchen im Haus, Abzüge fertigte das Labor Hoffmann in der Friedrichstadt.
Paul Wolff starb am 28. Juni 1947 in seinem Haus in Zschieren im Alter von 71 Jahren, laut Sterbeurkunde an Altersschwäche.

## Der Vergleich mit dem anderen Paul Wolff (1887–1951)
Im Gegensatz zu seinem berühmten Namensvetter Paul Wolff aus Frankfurt am Main, der mit seiner 1927 zusammen mit Alfred Tritschler in Frankfurt gegründeten Firma „Dr. Paul Wolff & Tritschler“ in den 1930er Jahren zu einem der prominentesten und meistbeschäftigten Fotografen avancierte, auch international verbreitete Bildbände in enormen Auflagen produzierte, ist über den Dresdner Paul Wolff heute nur noch wenig bekannt.
Dies gilt insbesondere für seine ersten 45 Lebensjahre, in denen er sich als Verlagskaufmann offenbar auf verschiedenen Feldern des Medienvertriebs betätigte. Dass er dabei spätestens in den 1920er Jahren – letztendlich ebenso wie „Dr. Paul Wolff & Tritschler“ – das ganze Spektrum des rasant wachsenden Bildmarkts bediente – von Werbung, Broschüren und Flyern, insbesondere für den Tourismus, über hochwertige Kunstmappen und Ansichtskarten bis hin zu Bildbänden – zeigen seine rund 70 bislang nachgewiesenen Publikationen zuzüglich Varianten und Nachauflagen, von denen mehr als die Hälfte in dem kurzen Zeitraum zwischen 1921 und 1925 produziert worden sind. Allein diese Publikationen legen nahe, den „anderen“ Paul Wolff aus Zschieren als prototypisch für die boomende Sparte des regional-touristisch ausgerichteten Bildvertriebs in der Weimarer Republik anzusehen. Er produzierte „Ansichtskarten, Prospekte, Bildmappen und Heimatbücher nach eigenen künstlerischen Fotos“, wie auf seiner Visitenkarte zu lesen ist, die er oft mit von ihm selbst verfassten Vorworten und ausführlichen Begleittexten zu Ort oder Landschaft herausgab. Zudem entstehen dokumentarische Auftragsarbeiten für Archive und Postkartenverlage. Vor allem begann „Paul Wolff-Dresden“ sehr erfolgreich, Kunstmappen mit Kupfertiefdrucken nach eigenen Originalaufnahmen herzustellen und über zahlreiche, meist kleinere Verlage zu vertreiben, unter anderem für den Dresdner Verlag A. & R. Adam. Wichtiger Produktionspartner für den Druck war über viele Jahre der Brockhaus-Verlag in Leipzig.
Neben seinen regional ausgerichteten Aktivitäten platzierte „Paul Wolff – Zschachwitz“ (so eine weitere Variante verwendeter Autorennennungen) seine Fotografien auch in auflagenstarken Bildbänden großer Verlage, etwa – und zu gleicher Zeit wie sein Frankfurter Namensvetter – ab Mitte der 1920er Jahre in den Blauen Büchern des Verlags Langewiesche. Bei der zweiten Auflage des 1926 erstmals herausgegebenen Bildbands „Der deutsche Park“ kam es 1938 zu der einzigen bislang nachgewiesenen Begegnung der Wolffs – beide Autodidakten – in derselben Publikation. „Stilistisch sind keine merkbaren Unterschiede zwischen den Bildern der beiden Fotografen festzustellen, beide fügen sich in die bildhafte Gesamtzusammenstellung ein.“

## Stil

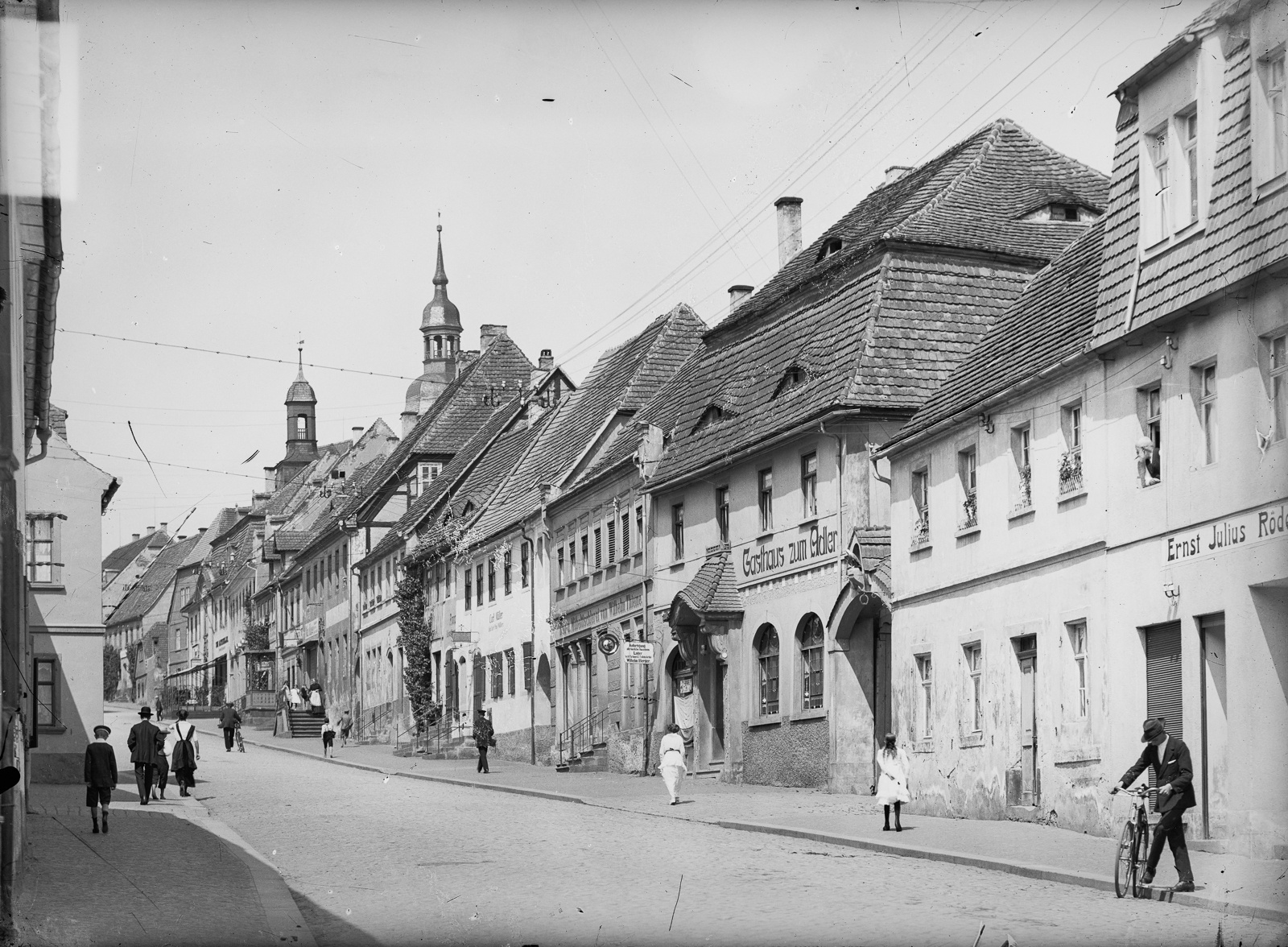
Straßenbild in Strehla mit Staffagefiguren

Den Schwerpunkt des Werks von Wolff bildet die Architekturfotografie. Diese fand vor allem in seinen Ansichtskarten und seinen Kunstmappen Ausdruck. Daneben dokumentierte er das Leben der Bevölkerung in der ersten Hälfte den 20. Jahrhunderts auf dem Land und in der Stadt.
Häufiges Merkmal der Bilder Wolffs sind Staffagefiguren im Vordergrund der Bilder. Diese befinden sich auf leeren Flächen im Vordergrund oder auf das Bild durchschneidenden Wegen. Trotz ihrer geringen Größe fällt der Blick auf die platzierten Menschen. Diese werden gezielt zum Ausgangspunkt für die Betrachtung des weiteren Bildes. Der Horizont ist stets gefüllt, der Blick kann nicht abschweifen. Oft verwendet Wolff dieses Mittel bei Bildern, die einen Technologiewechsel zeigen, weg von Pferdefuhrwerken, Ochsengespannen und alten Bauwerken. Wolff lehnte neue Technologien dabei nicht ab: häufig stellte er moderne Busse und Automobile prominent im Bild dar.
Es gibt in den bekannten Beständen fast keine Aufnahmen, die sich mit politischen Ereignissen oder sozialen Fragen ihrer Zeit beschäftigen. Damit und mit der Gliederung des Bildraums steht Paul Wolff in der Tradition anderer Fotografen wie Max Nowak (1881–1956), der den Nachlass von Wolff sichtete und dem bereits genannten Frankfurter Paul Wolff.
Die detailreichen Innen- und Außenaufnahmen Wolffs konnten als Vorlage für die Restaurierung von zwei Schränken und einer Wandbespannung auf Schloss Moritzburg dienen. Ebenso halfen die Negative bei der Sanierung des Lahmann-Sanatoriums.
Wolff bevorzugte in den 1920er Jahren den Kupfertiefdruck, der den Abbildungen eine besondere Tiefe und Weichheit verlieh, was – wie etwa in den verschiedenen Ausgaben der Reihe „Unser liebes Thüringen“ gut sichtbar – der piktorialistischen Auffassung der Aufnahmen sehr entgegenkam.

## Werk

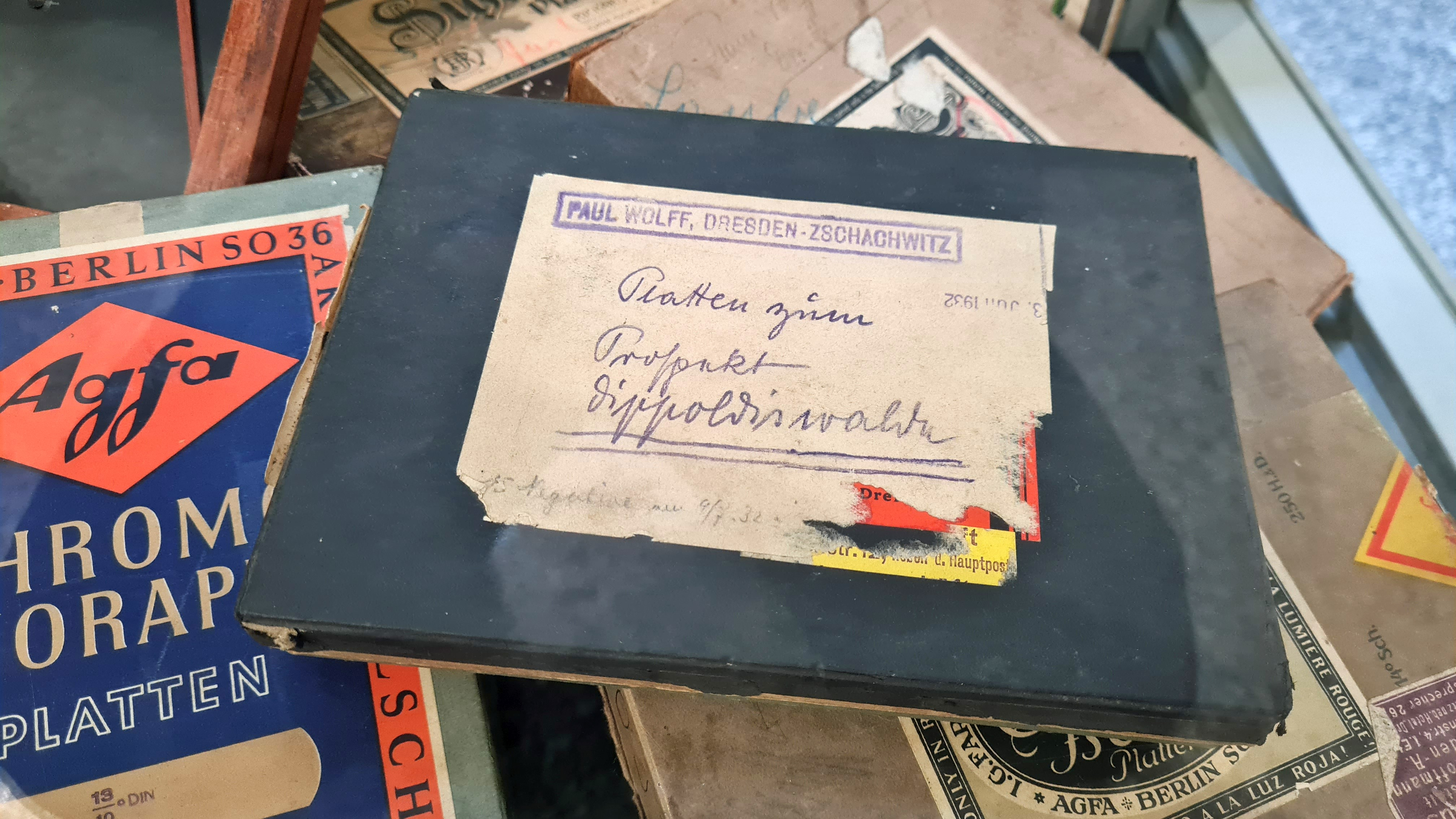
Fotoplatten-Box mit der Aufschrift „Platten zum Prospekt Dippoldiswalde“

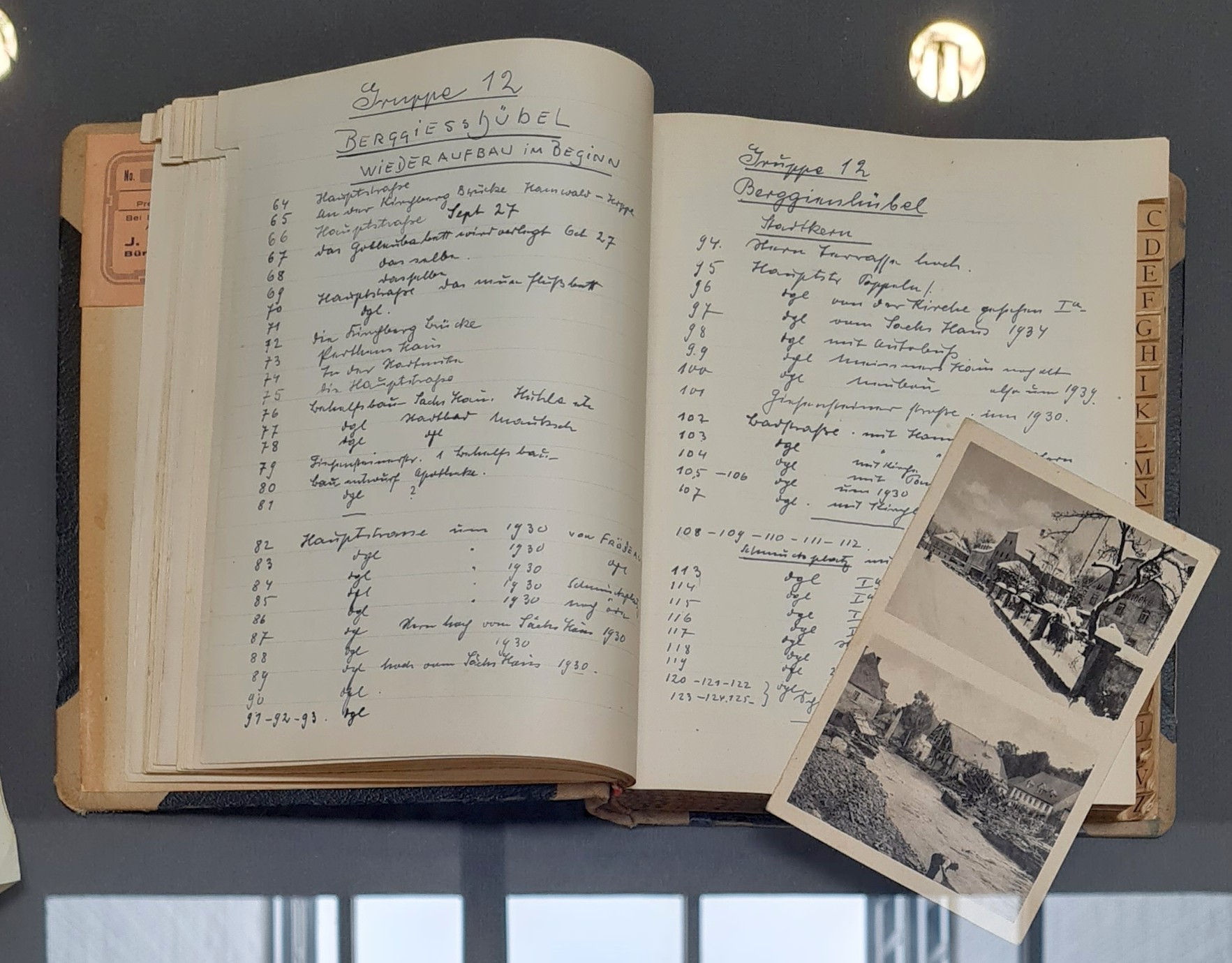
Das einzige derzeit bekannte Archivbuch von Paul Wolff

Trotz des großen Werks mit 70 Publikationen, die teils in einigen Nachauflagen erschienen, geriet Wolff nach seinem Tod in Vergessenheit. Erst Ende der 1990er Jahre begann wieder eine Forschung zu seinem Leben und Werk.

### Deutsche Fotothek
Aus dem fotografischen Schaffen Wolffs gelangten durch Ankäufe ab Anfang der 1930er Jahre bis Ende der 1950er Jahre über 540 Negative in den Bestand der Deutschen Fotothek. Es handelt sich um Glasnegative im Format 13 × 18 cm. Die Kunst- und Architekturaufnahmen zeigen Motive aus Sachsen, Thüringen und Schlesien, insbesondere aus Dresden, Moritzburg, Leipzig und Eisenach, aber auch aus Wien und Holland. Hervorzuheben sind Innenaufnahmen des Residenzschlosses Dresden sowie von Schloss Sibyllenort.
Die Aufnahme wurden digitalisiert und stehen online zur Verfügung (siehe Weblinks).

### Landesamt für Denkmalpflege Sachsen
Den großen Teil des Nachlasses hat die Witwe des Fotografen wohl Mitte der 1950er Jahre an das Landesamt für Denkmalpflege Sachsen übergeben. Die dortige Bildsammlung umfasst etwa 6000 Glasnegativen im Format 13 × 18 cm sowie rund 1900 zeitgenössische Abzüge.
Im Rahmen des sächsischen Landesdigitalisierungsprogrammes werden die Aufnahmen derzeit gescannt und sollen anschließend mit den Aufnahmen der Deutschen Fotothek zusammengeführt und online zugänglich gemacht werden.

## Ausstellungen
- Der Fotograf Paul Wolff (1876–1947). Jahresausstellung des Landesamtes für Denkmalpflege Sachsen. Dresden, Sächsisches Ständehaus, 10. November 2021 bis 22. Juli 2022.

## Publikationen (Ortsalphabetisch, Auswahl)

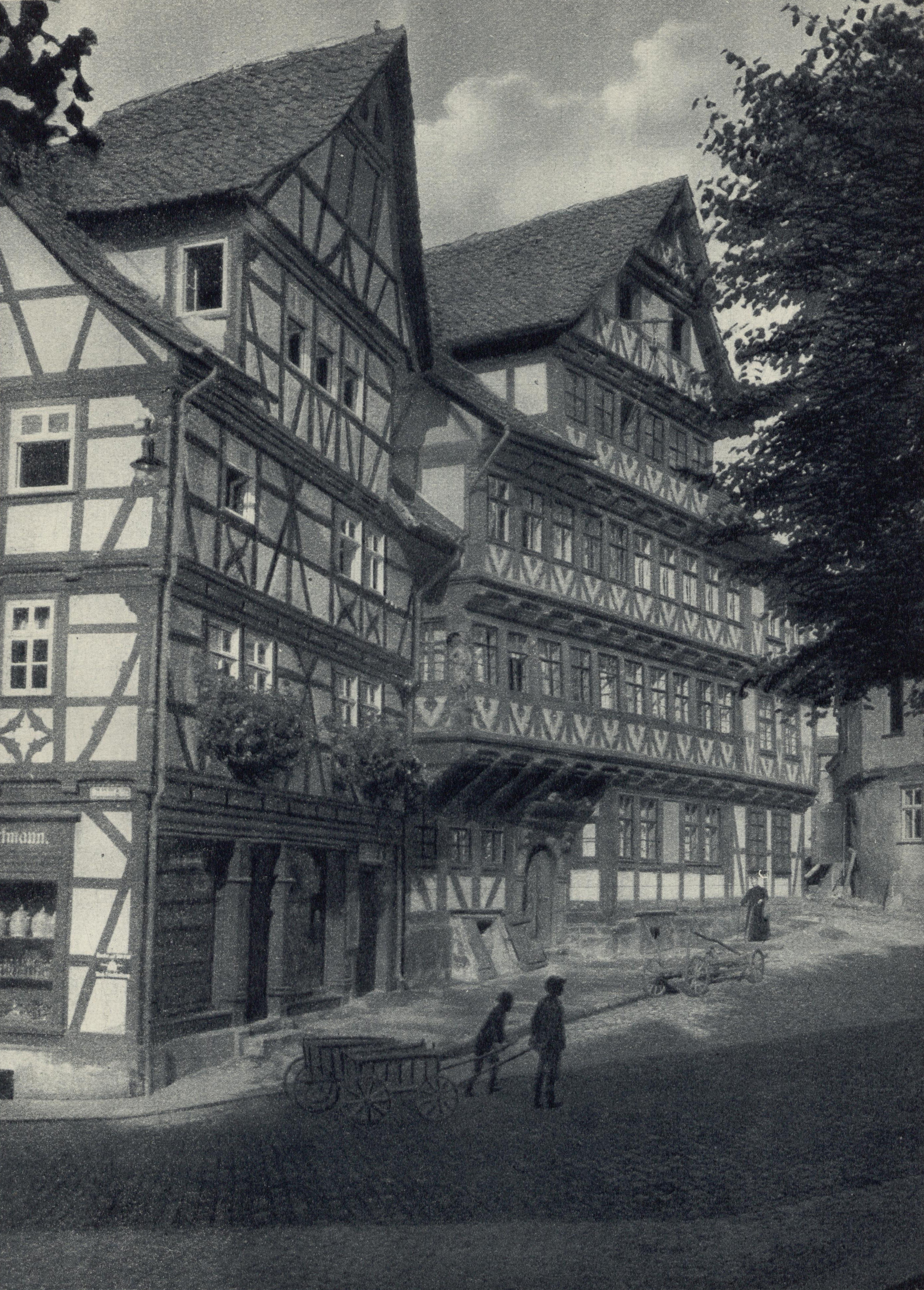
Straße in Allendorf. Aus: Das Werratal von Eisenach bis Münden

Während für Wolffs Leipziger Zeit bislang keine Publikationen nachgewiesen sind, erschienen seit 1921 rund 70 Mappenwerke, Kunstblätter und Broschüren sowie Bücher mit seinen Aufnahmen, vor allem zwischen 1921 und 1925. Hinzu kommen zahlreiche Postkartenmotive.
Das Publikationsverzeichnis beruht auf der umfangreichen Bibliografie von Heiting und Lemke, die auf bibliografische Informationen im Werk von Schwartzreich und Kaufman aufbaut.
- Bad Soden Werra und Umgebung. 16 Kupfertiefdruckbilder nach Aufnahmen von Paul Wolff. Johannes Braun Verlag, Eschwege um 1925.
- Dresden. 1. Teil (Das Gesicht der Stadt und ihrer Umgebung) [Deutschland-Bildheft Nr. 53]. Universum Verlagsanstalt GmbH, Wiesbaden 1933 (verschiedene Auflagen).
- Dresden. 2. Teil (Aus Kunst, Kultur und Leben) [Deutschland-Bildheft Nr. 54]. Universum Verlagsanstalt GmbH, Wiesbaden 1933 (verschiedene Auflagen).
- Dresden. 16 Kunstblätter nach Originalaufnahmen von Paul Wolff. F. A. Brockhaus, Leipzig 1930 (Digitalisat).
- Dresden. 18 Ansichten in Kupfertiefdruck nach Aufnahmen von Paul Wolff. Kunstverlag Hans Friedrich Abshagen, Dresden 1922 (Digitalisat).

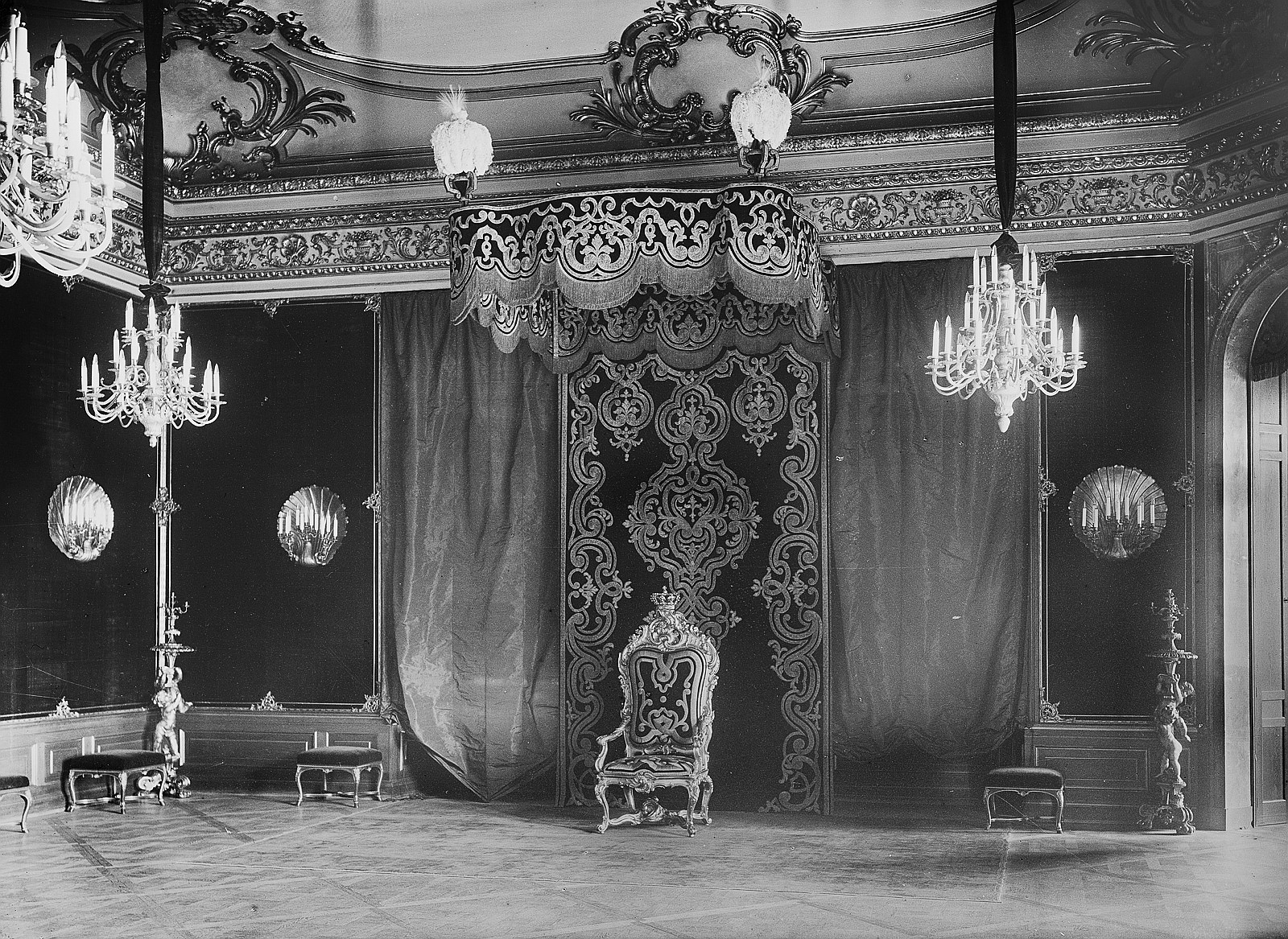
Thronsaal im Dresdner Schloss

- Ehemaliges Residenzschloss Dresden. Lustschloß Pillnitz. Führer mit 8 Abbildungen. Sächsisches Finanzministerium, Dresden 1923. (Digitalisat).
- Der Zwinger in Dresden. 20 Bilder von Paul Wolff. Verlag der Hofbuchhandlung H. Burdach, Dresden-A. 1930 (drei Ausgaben, Digitalisat).
- Kassel und Wilhelmshöhe. 18 Kupfertiefdrucke nach Aufnahmen und mit Text von Paul Wolff. Hessenland-Verlag Dr. Karl Braun, Kassel 1925 (Digitalisat).
- Leipzig. Die wunderschöne Stadt von Paul Wolff. Verlag J. C. Hinrichs’sche Buchhandlung, Leipzig (1. Aufl. um 1933 [32 Abbildungen]; 2. Aufl. 1935 [48 Abbildungen], 3. Aufl. 1938 (48 Abbildungen), 4. Aufl. 1940/41 (48 Abbildungen); verschiedene Ausgaben; Digitalisat).
- Leipzig. 18 Bildtafeln in Kupfertiefdruck nach Bildern und mit Text von Paul Wolff. Theodor Althoff, Buchabteilung, Leipzig. Inhaber Rudolf Karstadt A.-G. Verlag F. A. Brockhaus, Leipzig 1924 (Digitalisat).
- Lobeda und seine Burgen. Ein Wander- und Erinnerungsbuch. Mit 16 Kupfertiefdrucken und Text von Paul Wolff. Verlag Lobdeburg-Gemeinde, Lobeda nach 1929 (Digitalisat).
- Jagdschloss Moritzburg. Mit 16 Kupfertiefdrucktafeln nach Aufnahmen von Paul Wolff, Dresden. Verwaltung des Vereins „Haus Wettin“ A.L.E.V., Jena 1928 (Digitalisat).
- Oberschlesien. Kreuzburg-Oppeln-Neisse-Gleiwitz-Ratibor [Deutschland-Bildheft Nr. 206]. Universum Verlagsanstalt GmbH 1933 (verschiedene Auflagen).
- Ruhla. 18 Kupfertiefdrucktafeln nach Aufnahmen des Verfassers. Verlag Ruhlaer Buchhandlung Bruno Eppelin, Ruhla 1924 (Digitalisat).
- Sächsisches Burgenland [Deutschland-Bildheft Nr. 279]. Universum Verlagsanstalt GmbH 1933 (verschiedene Auflagen).
- Die Sächsische Schweiz. 18 Bildtafeln in Kupfertiefdruck mit Text [Paul Wolff]. Verlag Fritz Siegemund, Buchhandlung Bad Gottleuba 1924 (Digitalisat).
- Thüringen. 54 Kunstblätter in Kupfertiefdruck von Paul Wolff. Müllersche Verlagsbuchhandlung GmbH, Rudolstadt 1923 (Auflage 200 + 200 Halbleinen).
- Das Werratal von Eisenach bis Münden. Ein Hessen-Heimatbuch mit 27 Kupfertiefdrucken nach Aufnahmen und mit Text von Paul Wolff. Hessenland-Verlag Dr. Karl Braun, Kassel 1925.
- Das Werratal. 10 Kupfertiefdruck-Postkarten. Verlag Johs. Braun, Eschwege um 1925.